# متلازمة هافانا
متلازمة هافانا هي مجموعة من العلامات والأعراض الطبية التي أبلغ عنها موظفو السفارة الأمريكية والكندية في كوبا والتي يعود تاريخها إلى أواخر عام 2016 وكذلك في وقت لاحق في بعض البلدان الأخرى، بما في ذلك الولايات المتحدة.
في عام 2017 اتهم الرئيس الأمريكي دونالد ترامب كوبا بارتكاب هجمات غير محددة تسببت في هذه الأعراض. وخفضت الولايات المتحدة عدد العاملين في سفارتها إلى الحد الأدنى. في 2018 أبلغ دبلوماسيون أمريكيون في الصين عن مشكلات مماثلة وكذلك عملاء سريين تابعين لوكالة المخابرات المركزية يعملون في دول أخرى كانوا يتفاوضون مع تلك الدول حول طرق مواجهة العمليات السرية الروسية في جميع أنحاء العالم.

كوبا